# Церковь Святой Марии (Хамина)
Кирха Святой Марии (фин. Marian kirkko (Hamina)) — лютеранская церковь в Хамине.

## История
Первое упоминание о церкви относится к 1396 году, благодаря чему она считается старейшей постройкой в Кюменлааксо. Здание пострадало от многочисленных войн и пожаров, неоднократно разрушалось и перестраивалось. В 1740 была построена колокольня, разрушенная в 1821. В том же году от пожара пострадала и сама церковь, после чего она была восстановлена со значительными изменениями по проекту архитектора К. Л. Энгеля.
В современном виде церкви трудно найти черты архитектуры средневековья. Снаружи алтарной части в стену вмурован старинный каменный крест. На южной стене колокольни помещен рельеф работы С. Мякеля (1964). Внутри, на входе на хоры устроен небольшой музей.